# Sudimulyo
Sudimulyo is een bestuurslaag in het regentschap Pasuruan van de provincie Oost-Java, Indonesië. Sudimulyo telt 2962 inwoners (volkstelling 2010).